# Tyrian (Rebsorte)
Die rote Rebsorte Tyrian stammt aus Australien. Tyrian wurde am Commonwealth Scientific and Industrial Research Organisation (kurz CSIRO in Merbein) mit dem Ziel einer qualitativ ansprechenden Rebsorte für ein sehr warmes und trockenes Weinbauklima gezüchtet. Der Name der Sorte spielt auf das im Englischen Tyrian genannte Purpur an. Dr. Alan Antcliff kreuzte im Jahr 1972 die Sorten Sumoll und Cabernet Sauvignon. Die spätere Selektion erfolgte durch Peter Clingeleffer (Weinbauer) und George Kerridge (Weinmacher). Anbauversuche fanden in den Gebieten von Coonawarra (South Australia), Avoca (Central Victoria) und Sunraysia (Northern Victoria) statt. Seit dem Jahr 2000 ist die Sorte für den gewerblichen Anbau zugelassen. Seit Mitte der 1990er Jahre begleitete das Weingut McWilliams Wines die Anbauversuche. Das Weingut ist zurzeit (Stand 2022) der wichtigste Nutzer der Rebsorte. Im Jahr 2016 waren insgesamt 38 Hektar mit Tyrian bestockt.
Die Weine sind tiefdunkel und verfügen selbst im warmen Klima von Riverina über einen hohen Tanningehalt. Der Wein findet Eingang in Verschnitte und in Portwein-ähnlichen Weinen.
In Australien entstanden die Neuzüchtungen Cienna, Vermillion, Rubienne und Tyrian auf Basis einer Kreuzung von Sumoll mit Cabernet Sauvignon.

## Ampelographische Sortenmerkmale
Die spätreifende, ertragsstarke Rebe ist aufgrund des mittelspäten Austriebs gegen späten Frost im Frühjahr kaum empfindlich. Die Blütenbildung erfolgt sehr spät und die Véraison setzt spät ein. Die Rebsorte benötigt ca. 180 Tage zur vollen Reife und erfordert ein sehr warmes Weinbauklima.

## Synonyme
Es sind keine Synonyme bekannt.